# Pierre Bertrand (1280-1349)
Pierre Bertrand, detto Pierre Bertrand l'Anziano (o seniore) (Annonay, marzo 1280 – Montaut, 23 giugno 1349), è stato un cardinale e vescovo cattolico francese.

## Biografia
Studiò all'Università di Avignone, ove si laureò in filosofia, ed a quella di Montpellier, ove si laureò in diritto; divenne poi canonico a Puy e professore ad Avignone, nonché alle Università di Montpellier e di Orléans. Nel 1320 fu eletto vescovo di Nevers e due anni dopo fu trasferito alla diocesi di Autun, che lasciò, dimettendosi, nel 1331. Nel 1330 gli venne proposta la sede di Bourges, ma egli declinò l'offerta. Venne quindi nominato legato pontificio, con l'incarico di riconciliare Ludovico di Baviera con Federico d'Austria.
Nel concistoro del 20 dicembre 1331 papa Giovanni XXII lo creò cardinale con il titolo di Cardinale presbitero di San Clemente e lo nominò dapprima legato pontificio in Italia, poi a Parigi ed a Bruges, nelle Fiandre. Nel 1340 divenne decano presso la cattedrale di Notre Dame a Puy. Nel 1348 divenne cardinale protoprete. Morì a Villeneuve-lès-Avignon, vicino ad Avignone, nel priorato Montaut che egli stesso aveva fondato, ove venne sepolto.
Era zio del cardinale Pierre Bertrand il Giovane.

## Genealogia episcopale
La genealogia episcopale è:
- Vescovo Milon de Chailly
- Cardinale Pierre Bertrand il Vecchio

## Opere
Fondò a Parigi il collegio di Autun, l'Ospedale di Notre Dame la Belle ed un convento di clarisse ad Annonay e diede inizio alla costruzione della chiesa di San Giacomo a Pujaut.

## Conclavi
Durante il suo cardinalato Pierre Bertrand partecipò ai conclavi:
- conclave del 1334, che elesse papa Benedetto XII
- conclave del 1342 che elesse papa Clemente VI